# Jonathan: Nome in codice Coraggio
Nome in codice Coraggio (Codename Comrades) è un fumetto di avventure dedicato al personaggio di Jonathan Levinson, una figura minore della serie televisiva Buffy l'ammazzavampiri interpretato dall'attore Danny Strong.
Il fumetto è scritto da Jane Espenson, nota sceneggiatrice di numerosi episodi della serie televisiva, e costituisce un prequel alla puntata Superstar (Buffy 4x17) dove il personaggio di Jonathan è l'assoluto protagonista. Questo fumetto one-shot non è mai stato inserito in nessuno dei volumi rilegatori (paperback) che la Dark Horse Comics immetteva sul mercato col procedere della serie regolare ed è tuttora inedito in Italia.

## Trama
- Testi: Jane Espenson
- Disegni: Cliff Richards
- Colori: Guy Major
- Inchiostro: Andy Owens
- prima pubblicazione USA: Jonathan: Codename Comrades (gennaio 2001)
- seconda pubblicazione USA: Buffy Omnibus vol.6 (18 febbraio 2009)

Jonathan salva una principessa straniera dal rapimento subito ad opera di una misteriosa organizzazione di vampiri russi. Resosi conto del pericolo che grava su Sunnydale decide di unire le sue forze a quelle di Buffy Summers e al suo gruppo di amici. Jonathan è consapevole dell'incantesimo che ha fatto e che lo rende una celebrità agli occhi di tutti: il ragazzo, tutto sommato, cerca quella compagnia di amici che nemmeno l'incantesimo gli ha donato. Penetrati nel covo dell'organizzazione riescono ad eliminare numerosi vampiri e a mettere in fuga gli altri. Ma Jonathan continua a provare rimorso per la gratitudine che Buffy e i membri della Scooby Gang gli dimostrano grazie all'incantesimo.

## Riferimenti alla serie televisiva
La storia è ambientata una settimana prima della puntata Superstar: il rituale dell'incantesimo è già stato compiuto e si parla di archivi da agente segreto e biografie sopravvissuti poi alla "distruzione della realtà parallela" avvenuta nell'episodio televisivo.